# جون لورد (مؤرخ)
جون لورد (بالإنجليزية: John Lord)‏ هو مؤرخ أمريكي، ولد في 10 سبتمبر 1810، وتوفي في 15 ديسمبر 1894.